# Bonäs
Bonäs – miejscowość (tätort) w Szwecji, w regionie administracyjnym (län) Dalarna, w gminie Mora.
Według danych Szwedzkiego Urzędu Statystycznego liczba ludności wyniosła: 370 (31 grudnia 2015), 391 (31 grudnia 2018) i 372 (31 grudnia 2019).